# Rymosia lundstroemi
Rymosia lundstroemi är en tvåvingeart som beskrevs av Dziedzicki 1910. Rymosia lundstroemi ingår i släktet Rymosia och familjen svampmyggor. Arten har ej påträffats i Sverige. Inga underarter finns listade i Catalogue of Life.